# مانابو واتانابه
مانابو واتانابه (انگلیسی: Manabu Watanabe؛ زادهٔ ۵ اکتبر ۱۹۸۶) بازیکن فوتبال اهل ژاپن است.